# Borózenske
Borózenske (en ucraniano: Борозенське) es un pueblo ucraniano perteneciente al óblast de Jersón. Situado en el sur del país, forma parte del raión de Berislav y centro del municipio (hromada) homónimo.   

## Toponimia
El nombre del lugar en ruso es Borózenskoye (en ruso: Борозенское).

## Geografía
Borózenske se encuentra a unos 86 km al noreste de Jersón.

## Historia
El pueblo fue fundado en la segunda mitad del siglo XIX como pueblo monástico.
Borózenske estuvo ocupado por Rusia desde marzo de 2022 en el marco de la invasión rusa de Ucrania  hasta el 10 de noviembre de 2022.

## Demografía
Según el censo de 2001, la lengua materna de la mayoría de los habitantes, el 93,87%, es el ucraniano; del 5,34% es el ruso.